# 金山佛堂
金山佛堂，是位於臺灣新北市瑞芳區九份大竿林的佛寺，又名金山堂，在地人慣稱為「大竿林齋堂」、「菜堂」，主要奉祀釋迦牟尼佛，日治時期為「瑞芳佈教所」，是九份大竿林聚落的信仰中心，為九份地區最早形成常住聚落與社區的地點，寺院所在的「佛堂巷」即是據以命名，廟埕位於高數公尺的駁崁上，是遊客綜覽大竿林聚落的觀景點。

## 沿革
金山佛堂肇創於明治36年（1903年）9月28日，開山長老德平尼師（俗名蘇素，1873年—1948年）初建一草庵安置佛像，後因信眾增加場地漸感狹窄，而於明治41年（1908年）自費千元改以石造。當時基隆靈泉寺住持善慧法師正好到此弘法，將之命名為「金山佛堂」。1921年，任職於金礦局的普心法師（俗名蔡戇）皈依德平尼師並協助之處禮堂務。佛堂所在地的原址最早為奉祀呂洞賓的廟宇，因傳說呂洞賓有「點石成金」的典故而受當時某些金礦工人的崇祀。之後該聚落改為信奉佛教，信徒大部分來自外地，廟宇改為供奉佛祖的佛堂，自日治時期以來皆屬私廟。1945年臺灣光復，1948年德平尼師圓寂，由普心法師繼任住持，後歷經數次整修，於1986年改建為鋼筋水泥構造之現貌迄今，空間布局已非傳統寺廟規制。佛堂前方闢為當地福住里之社區活動中心和「聚福社」社址，佛堂樓高二層，第一層為圓通寶殿，供奉觀世音菩薩；第二層為大雄寶殿，供奉釋迦牟尼佛，另有文殊菩薩及普賢菩薩分祀於左右。建築設計簡單俐落與樸實，大雄寶殿殿外平台有座淨白觀世音菩薩雕像。

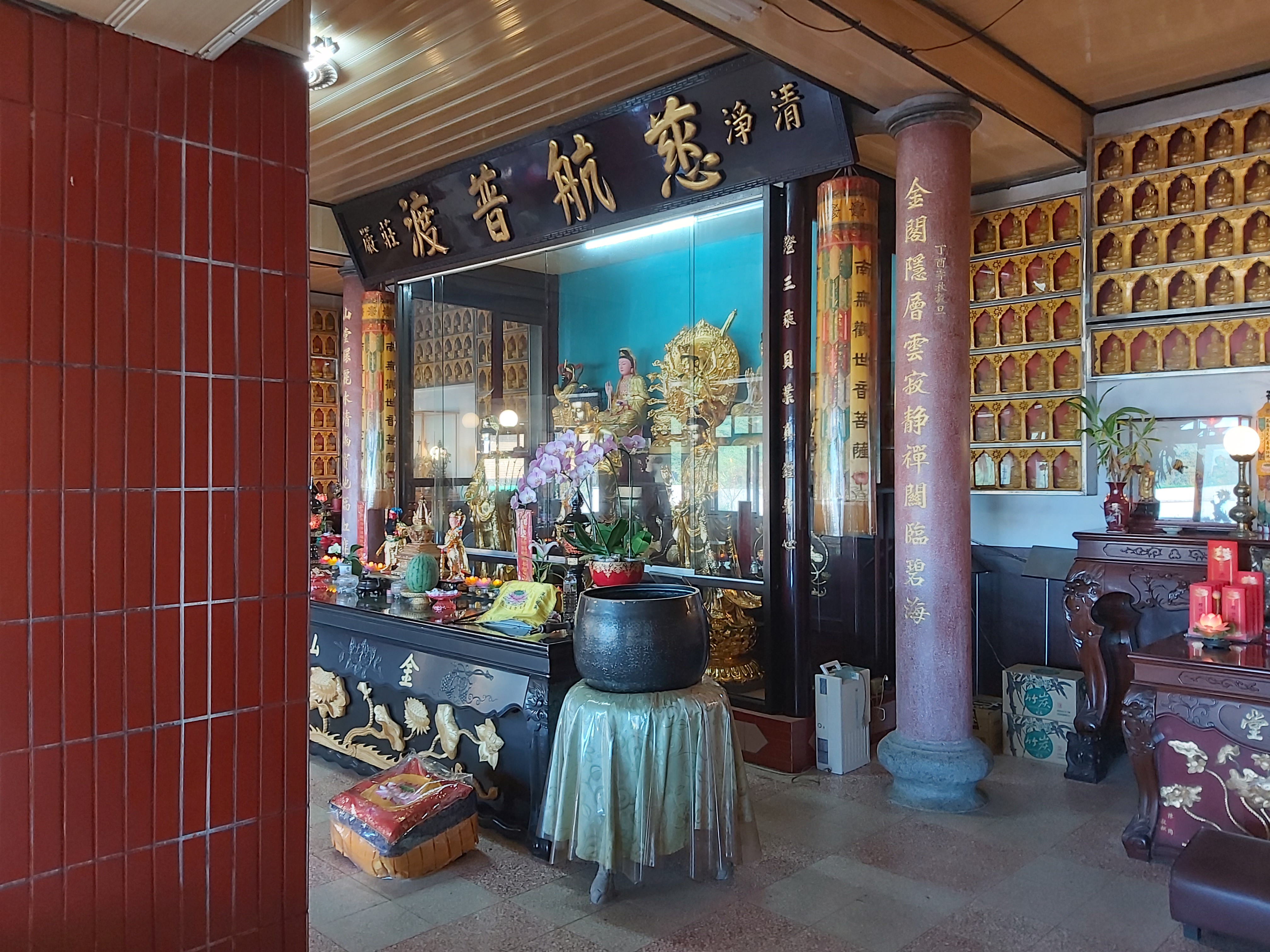
圓通寶殿
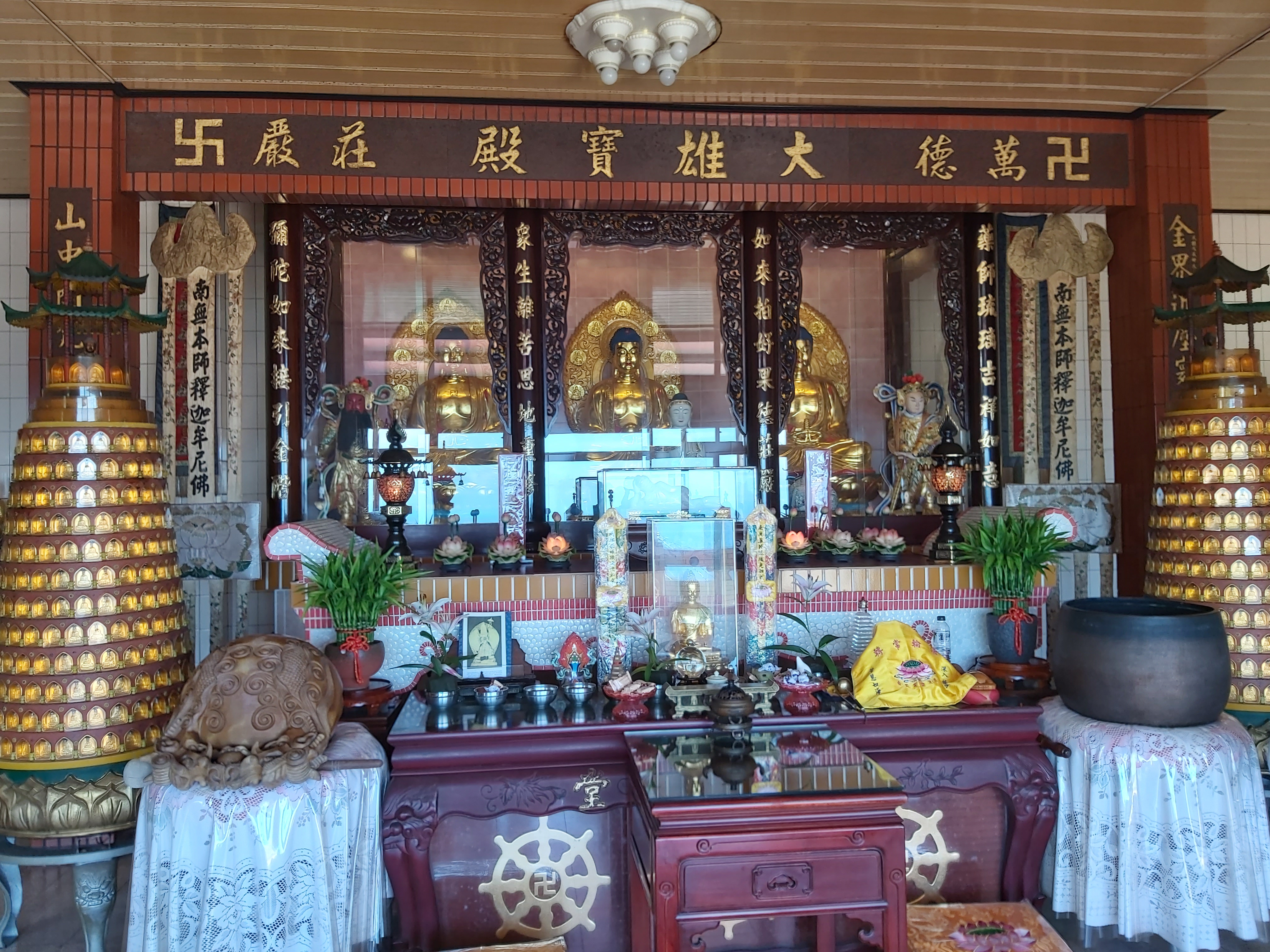
大雄寶殿
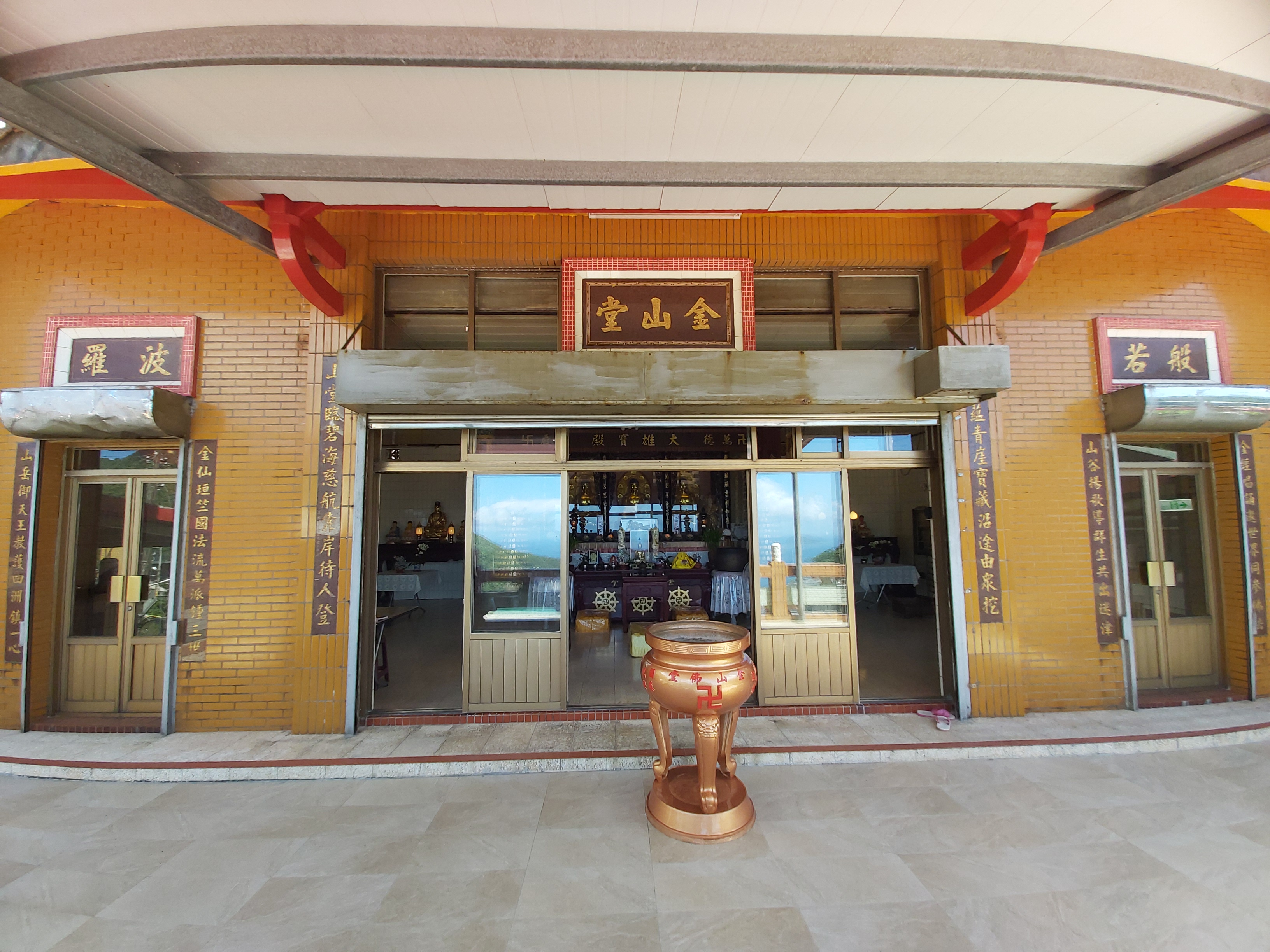
大雄寶殿外觀
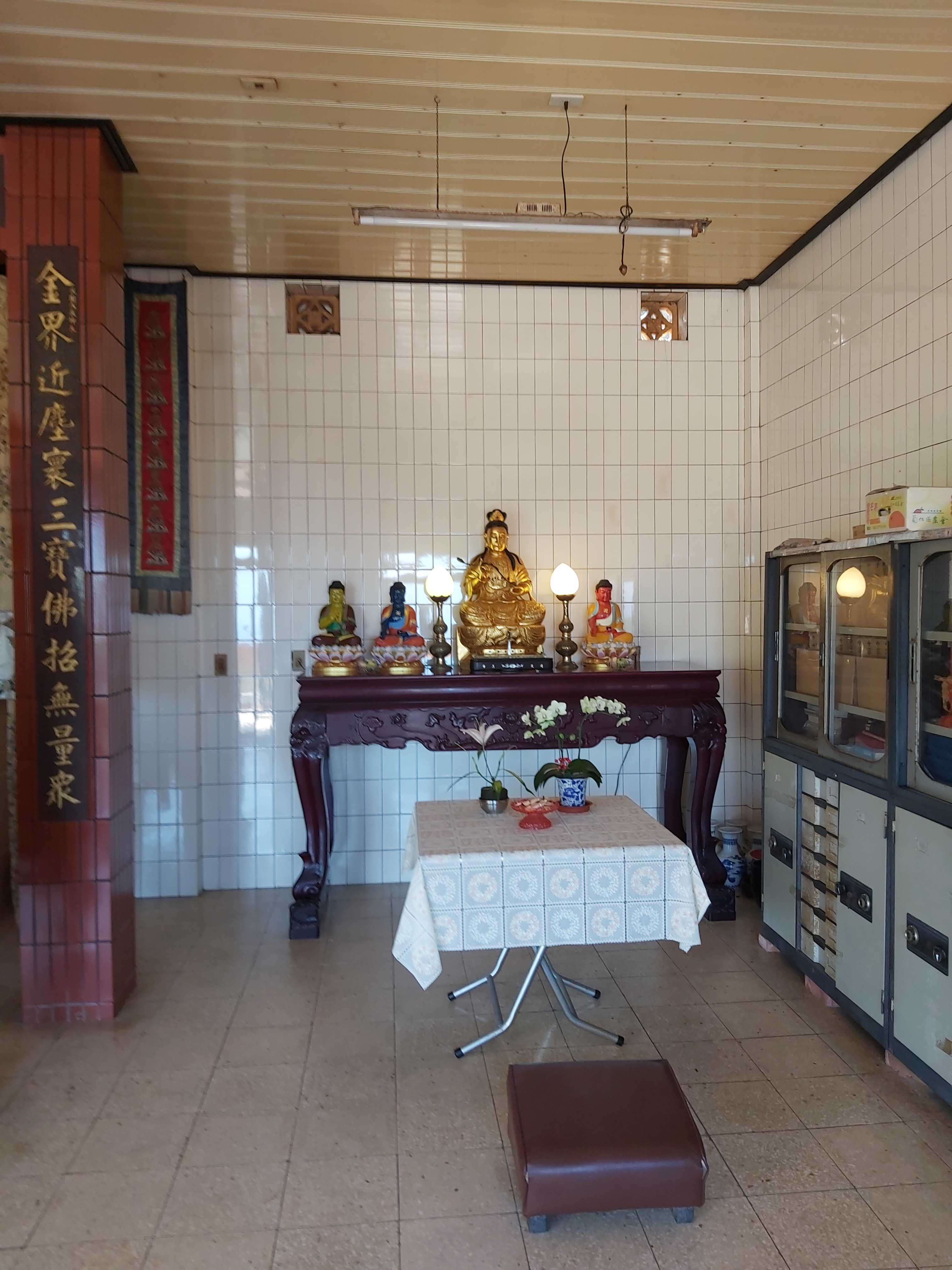
文殊菩薩
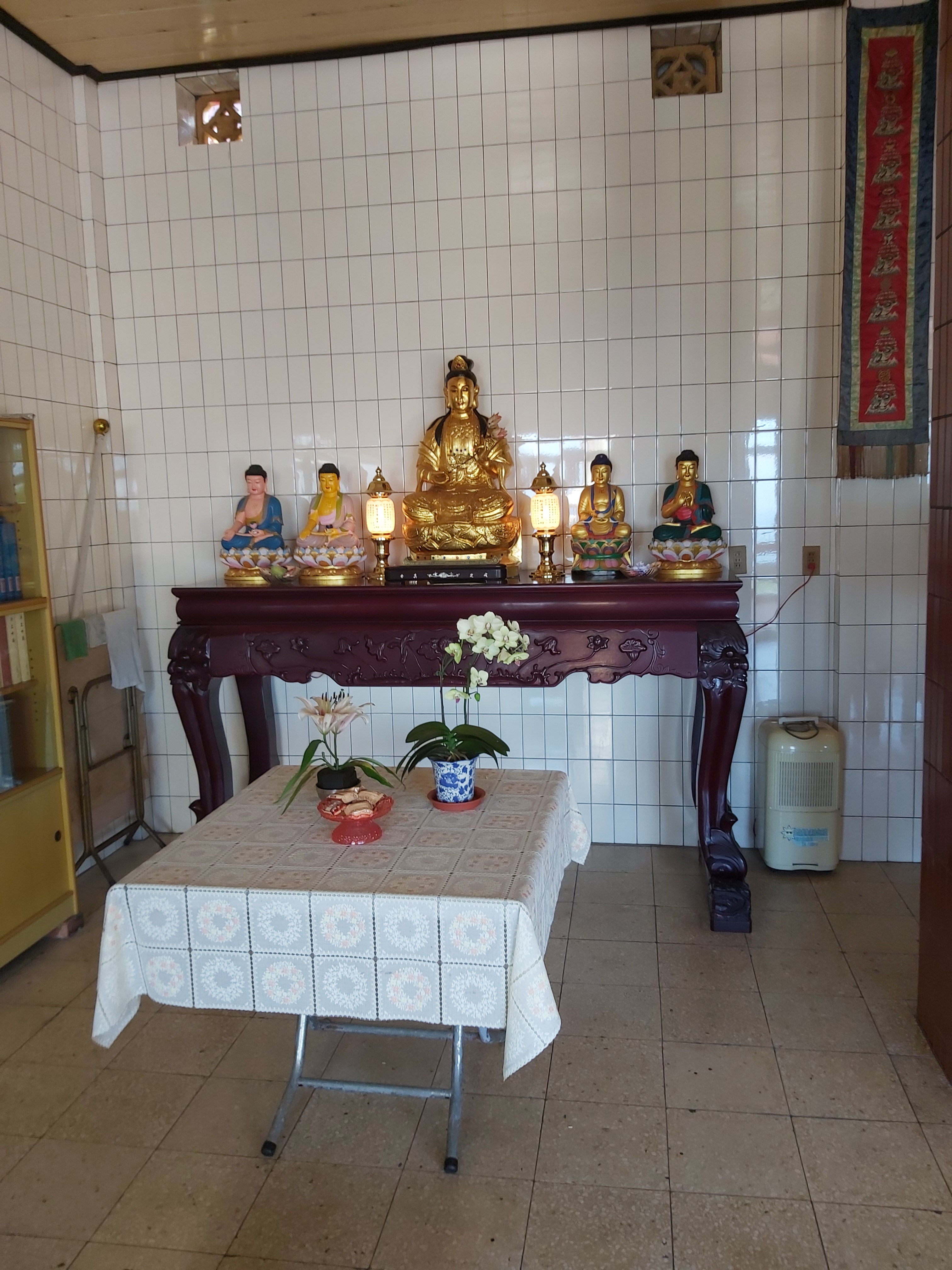
普賢菩薩
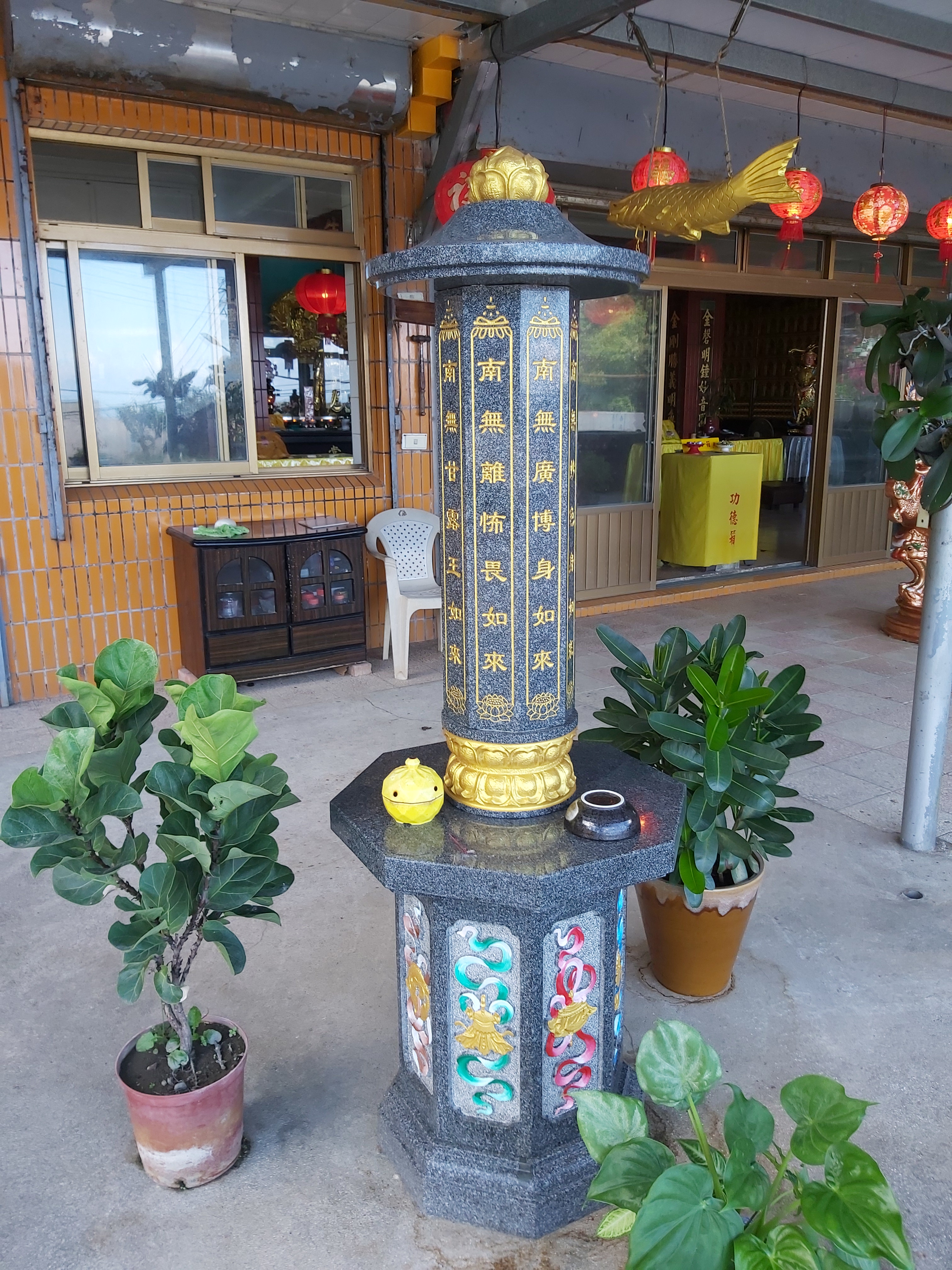
施食臺